# Јер (река)
Јер (фр. Yerres) је река у Француској. Дуга је 97 km. Улива се у Сену. 